# 110627 Psaltis
110627 Psaltis este o planetă minoră (asteroid) din centura de asteroizi. A fost descoperită pe 15 octombrie 2001 la Observatorul Național Kitt Peak de Spacewatch. 
Obiectul prezintă o orbită caracterizată de o semiaxă mare de 3,0279481299623 UAi, o excentricitate de 0,1179381567873, o înclinație de 1,572298296397 ° în raport cu ecliptica.